# Pacuvius Antistius Labeo
Pacuvius Antistius Labeo, parfois aussi prénommé Quintus, est un juriste romain appartenant à la gens des Antistii. Disciple de Servius Sulpicius Rufus, contemporain de Cicéron, il est le père de Marcus Antistius Labeo. Il participe en 44 av. J.-C. au complot qui devait aboutir à l'assassinat de César lors des Ides de Mars, et se rapproche pour cela de Brutus. Resté fidèle aux Césaricides, il est en 42 av. J.-C. légat dans l'armée de Brutus et Cassius. Après la défaite et la mort de Brutus lors de la bataille de Philippes, Pacuvius Antistius demande à son esclave de lui trancher la gorge et se fait enterrer sous sa tente.